# (35017) 1981 EG7
(35017) 1981 EG7 es un asteroide perteneciente al cinturón de asteroides, descubierto el 6 de marzo de 1981 por Schelte John Bus desde el Observatorio de Siding Spring, Nueva Gales del Sur, Australia.

## Designación y nombre
Designado provisionalmente como 1981 EG7.

## Características orbitales
1981 EG7 está situado a una distancia media del Sol de 2,338 ua, pudiendo alejarse hasta 2,469 ua y acercarse hasta 2,207 ua. Su excentricidad es 0,056 y la inclinación orbital 6,103 grados. Emplea 1306,25 días en completar una órbita alrededor del Sol.

## Características físicas
La magnitud absoluta de 1981 EG7 es 15,8. 